# Speyeria laurina
Speyeria laurina är en fjärilsart som beskrevs av Wright 1906. Speyeria laurina ingår i släktet Speyeria och familjen praktfjärilar. Inga underarter finns listade i Catalogue of Life.